# Arsena Marabdeli
Arsena Marabdeli (georgiska: არსენა მარაბდელი) är en roman från 1933 av Micheil Dzjavachisjvili. Romanen beskriver rånare Arsena Marabdelis liv i Marabda 1800-talet.